# Talia Dobbins
Talia Dobbins (...) è un'attrice statunitense.

## Filmografia

### Film
- Shorts4Cancer (2013)
- The Sacrament (2013)

### Cortometraggi
- Piece by Piece (2013)
- Where the Mangos Grow (2013)
- Five Minutes (2012)